# William Richard Hamilton
Pour les articles homonymes, voir Hamilton et William Hamilton.
William Richard Hamilton né le 9 janvier 1777 à Londres et mort le 11 juillet 1859 est un diplomate et antiquaire britannique, président de la Royal Geographical Society dont il fut un des fondateurs.

## Biographie
Petit-fils d'un évêque de Londres, fils d'un archidiacre, il entama ses études à la Harrow School. Là, une blessure le rendit définitivement boiteux. Il entra St John's College (Cambridge) en 1795 mais, en raison de sa santé fragile ne put terminer sa licence.
En 1799 il fut engagé comme premier secrétaire particulier de Thomas Bruce (7e comte d'Elgin) qui venait d'être nommé ambassadeur à Constantinople. Durant son service dans l'Empire ottoman, Hamilton participa à la confiscation de la Pierre de Rosette après la défaite française lors de la Campagne d'Égypte. Il supervisa aussi pour son patron les travaux qui emportèrent les marbres du Parthénon. En 1803, à la fin de l'ambassade, il rentra à Londres où il devint secrétaire permanent au Foreign Office où il fit carrière. C'est lui qui fit ajouter au second Traité de Paris (1815) le codicille exigeant la restitution à l'Italie de toutes les œuvres d'art que la France y avait prélevées. En 1822, sa mauvaise santé le força à trouver un climat plus clément. Il fut nommé « Envoy-Extraordinary » auprès du royaume des Deux-Siciles à Naples. Il prit sa retraite deux ans plus tard.
En 1809, il publia le premier tome (et finalement le seul de ce qui aurait dû être une publication en plusieurs volumes) de Aegyptiaca, or, Some account of the antient and modern state of Egypt, accompanied with etchings from drawings taken on the spot by Charles Hayes. En 1830, il devint membre de la Société des Dilettanti. En 1833, il participa à la création de la Royal Geographical Society. En 1838, il devint trustee du British Museum.
En 1804, il épousa Juliana Udny, d'Aberdeen. Ensemble, ils eurent six fils (dont le géologue William John Hamilton) et une fille.

## Source
- (en) R. E. Anderson, « Hamilton, William Richard (1777–1859) », Oxford Dictionary of National Biography,‎ mai 2006